# Zoé (groupe)
Pour les articles homonymes, voir Zoé.
Zoé est un groupe de rock alternatif mexicain, originaire de Cuernavaca. Formé en 1995, et officialisé dans la ville de Mexico en 1997, le groupe se compose de León Larregui, Sergio Acosta (guitare), Jesús Báez (claviers), Ángel Mosqueda (basse) et Rodrigo Guardiola (batterie).
Zoé est connu pour son style musical qui reprend des éléments de rock psychédélique, rock progressif et de musique électronique. Le groupe se dit aussi inspiré par Saul Hernández. 

## Biographie

### Débuts etZoé(1997–2002)
La formation initiale de Zoé était composée de León Larregui (chant, guitare), Sergio Acosta (guitare), Angel Mosqueda (basse), Jesús Báez (clavier) et Alberto Cabrera Treviño (batterie) ; ce dernier remplacé par Jorge Siddhartha et encore après par Rodrigo Guardiola.
Avant d'être connus, ils jouaient dans de petits bars et pour des évènements à Mexico et proposaient leurs démos à qui la veuille. Ils arrivèrent finalement à Virgin Records, une maison de disques qui les paralysa pendant deux ans (1998-1999), après ça ils commencèrent à enregistrer leur disque homonyme en 2000 et à frapper aux portes de plusieurs labels jusqu'à ce que Sony BMG décide de sortir le disque dans les bacs en 2001 et de signer pour un ou deux ans, les singles Asteroide, Deja te conecto et Miel extraits de l'album ont commencé à passer faiblement à la radio.

### RocanloveretThe Room(2003–2005)
En 2003, ils commencent à enregistrer un second album appelé, Rocanlover, mais maintenant avec la participation de Phil Vinall, producteur anglais qui a collaboré avec divers groupes comme Placebo, jusqu'à sortir un tube médiatique : Love, qui les conforte comme groupe de rock alternatif. Ils sortent aussi Peace and Love et Veneno, mais celle qui passerait le plus à la radio serait Soñe comme résultat de la collaboration du groupe pour la bande originale du film Amar te duele (Aimer te coûte).
Un point de vue différent sur leur travail contribue à ce que Zoé se sépare de Sony pour faire sa propre carrière indépendante. Un an après Rocanlover' ils sortent à la vente The Room, EP en collaboration avec le label indépendant Noiselab. Dead aura été le plus gros tube du groupe et à l'origine d'un disque d'or pour ses hautes ventes. Ils font aussi une tournée aux États-Unis et au Mexique en visitant plus de 60 villes. Cet EP est le premier au Mexique à remporter un disque d'or.

### Memo Rex Commander...(2006)
Zoé, après The Room, s'enferme dans les impressionnantes installations de Sonic Ranch à Tornillo, aux États-Unis, pour lancer son jusqu'à présent plus gros disque: Memo Rex Commander y el Corazón Atómico de la Vía Láctea. Ce disque raconte une belle histoire galactique avec des sons électro très intéressants mais assez éloignés de ses disques précédents. Ce disque a reçu de très bonnes critiques. Zoé en a fait la promotion lors d'une importante tournée aux États-Unis, en passant par des villes comme New York et Los Angeles ; ils font aussi une courte tournée avec Babasónicos.

### Nouveaux albums (2007-2012)

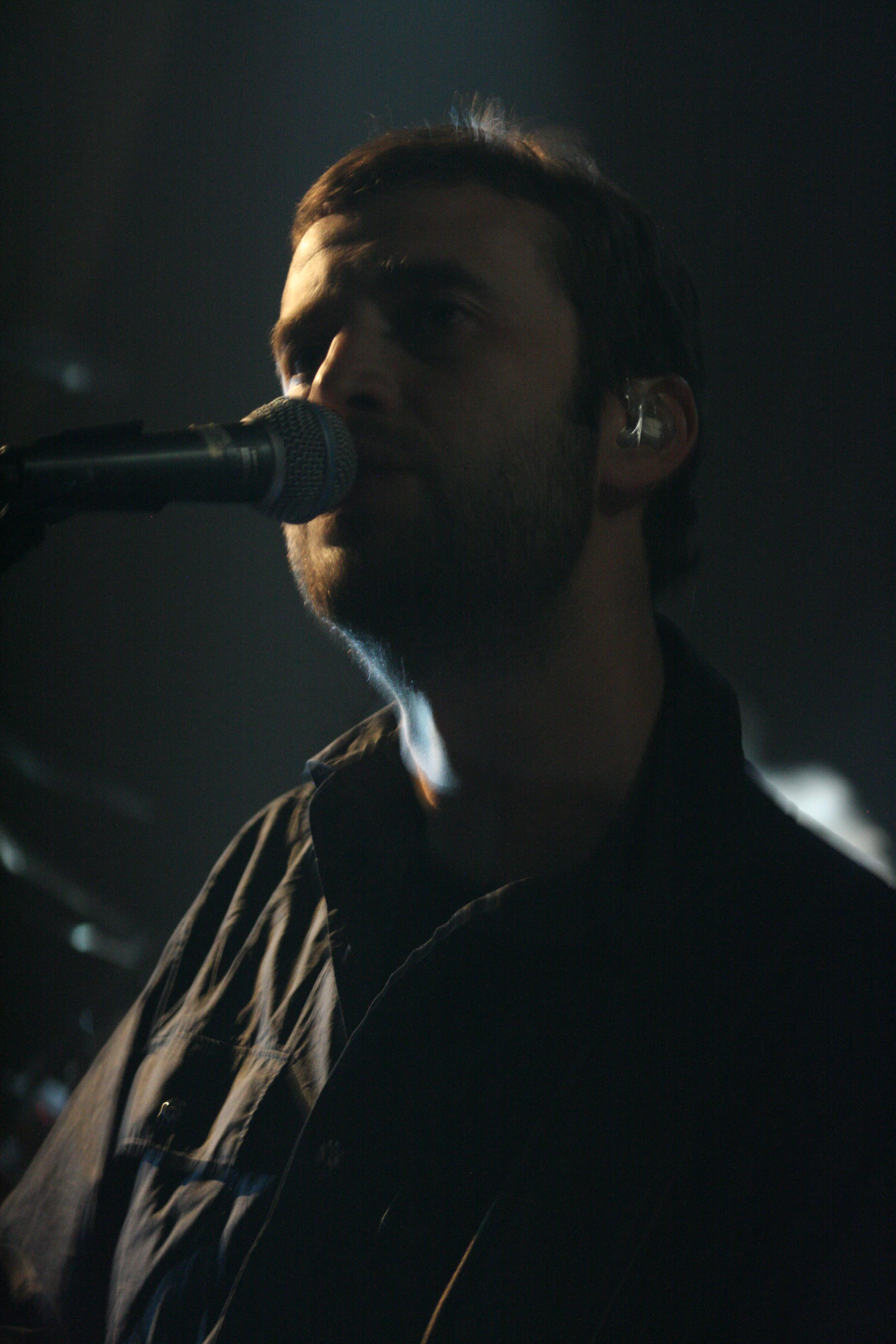
Zoé, en 2011.

Zoé est un des groupes les plus influents d'Amérique latine jouant sur des scènes comme le Metropolitain et l'Auditorium National, aux côtés de groupes comme Babasónicos et avec un grand nombre de fans. Ils sont aussi nommés aux Prix MTV d'Amérique latine en 2007 comme meilleur groupe de rock alternatif pour la deuxième année consécutive.
En novembre 2008, ils sortent un nouvel album, Reptilectric, avec un single du même nom, en 2008. À cette période, le groupe collabore avec quelques groupes, principalement Sussie 4.

### PrográmatonetAztlán(depuis 2013)
Phil Vinal devient leur nouveau producteur aux studios Sonic Ranch de Tornillo, au Texas. L'émission radio La Hora Nacional annonce un nouvel album du groupe intitulé Prográmaton. Il est annoncé pour le 29 octobre la même année, et s'accompagne du premier single, 10 A.M..
Le cinquième single Arrullo de Estrellas et son clip sont publiés le 7 mars 2014. Le clip du quatrième single, Fin de Semana, est publié le 23 août 2014.
Le groupe joue au Mexique en 2014, puis l'année suivante, embarque dans une tournée internationale passant par l'Espagne et le Royaume-Uni, pour terminer par le continent sud-américain. Ils participent aussi à la 15e édition du festival Vive Latino. Plus tard sort le DVD/CD 81114.
Zoé sort un nouvel album, Aztlán le 18 avril 2018 en téléchargement payant. L'album est diffusé sur YouTube le 19 avril 2018.

## Discographie

### Albums studio
- 2001 : Zoé
- 2003 : Rocanlover
- 2006 : Memo Rex Commander y el Corazón Atómico de la Vía Láctea
- 2008 : Reptilectric
- 2013 : Prográmaton
- 2018 : Aztlán
- 2021: Sonidos de Karmática Resonancia

### EP
- 2005 : The Room
- 2010 : Colaboraciones España

### Albums live
- 2008 : 281107
- 2009 : Dejando Huellas
- 2011 : MTV Unplugged: Música de Fondo
- 2015 : 81114

### Compilations
- 2005 : Grandes Hits
- 2006 : Zoé Hits 01-06
- 2010 : 01-10 (solo España)

### Démos
- 1999 : Demo Olmos

### Remixes
- 2009 : Reptilectric Revisitado
- 2015 : Programaton Revisitado (Vol.1)
- 2015 : Programaton Revisitado (Vol.2)

### Bande son
- 2017 : Zoé: Panoramas (Música Original de la Película)

## Filmographie
- Zoé: Panoramas (2016)